# 三木市立豊地小学校
三木市立豊地小学校（みきしりつ とよちしょうがっこう）は、兵庫県三木市細川町豊地にある公立小学校。

## 沿革
- 1873年3月 - 梅花小学校として開校[1]
- 1909年10月-増築校舎の竣工
- 1935年11月-校舎改築
- 1948年6月-校歌制定
- 1966年9月-校舎全焼（原因不明の不自然発火）
- 1967年7月-新校舎竣工
- 1978年2月-体育館竣工
- 1984年4月-プール竣工
- 1998年8月-コンピューター室竣工
- 2007年 - 三木市立瑞穂小学校と統合する

## クラブ活動
授業の一環で授業中に活動する
- 料理
- 将棋
- 英会話
- ターゲットバードゴルフ
- 球技
- 自然探索
- 編み物

## 進学先中学校
- 三木市立星陽中学校

## 周辺

### 周辺の施設
- 三木市立星陽中学校
- 豊地郵便局
- 三木警察署細川駐在所
- 細川町公民館

### 周辺の道路
- 兵庫県道20号加古川三田線
- 兵庫県道85号神戸加東線

## 通学区域が隣接している学校
- 三木市立志染小学校
- 三木市立三木小学校
- 小野市立市場小学校
- 三木市立平田小学校
- 小野市立小野東小学校
- 小野市立下東条小学校
- 加東市立東条学園小中学校
- 三木市立口吉川小学校
- 三木市立吉川小学校
- 神戸市立淡河小学校